# 吉格爾河
52°25′53″N 7°28′46″E / 52.43139°N 7.47944°E

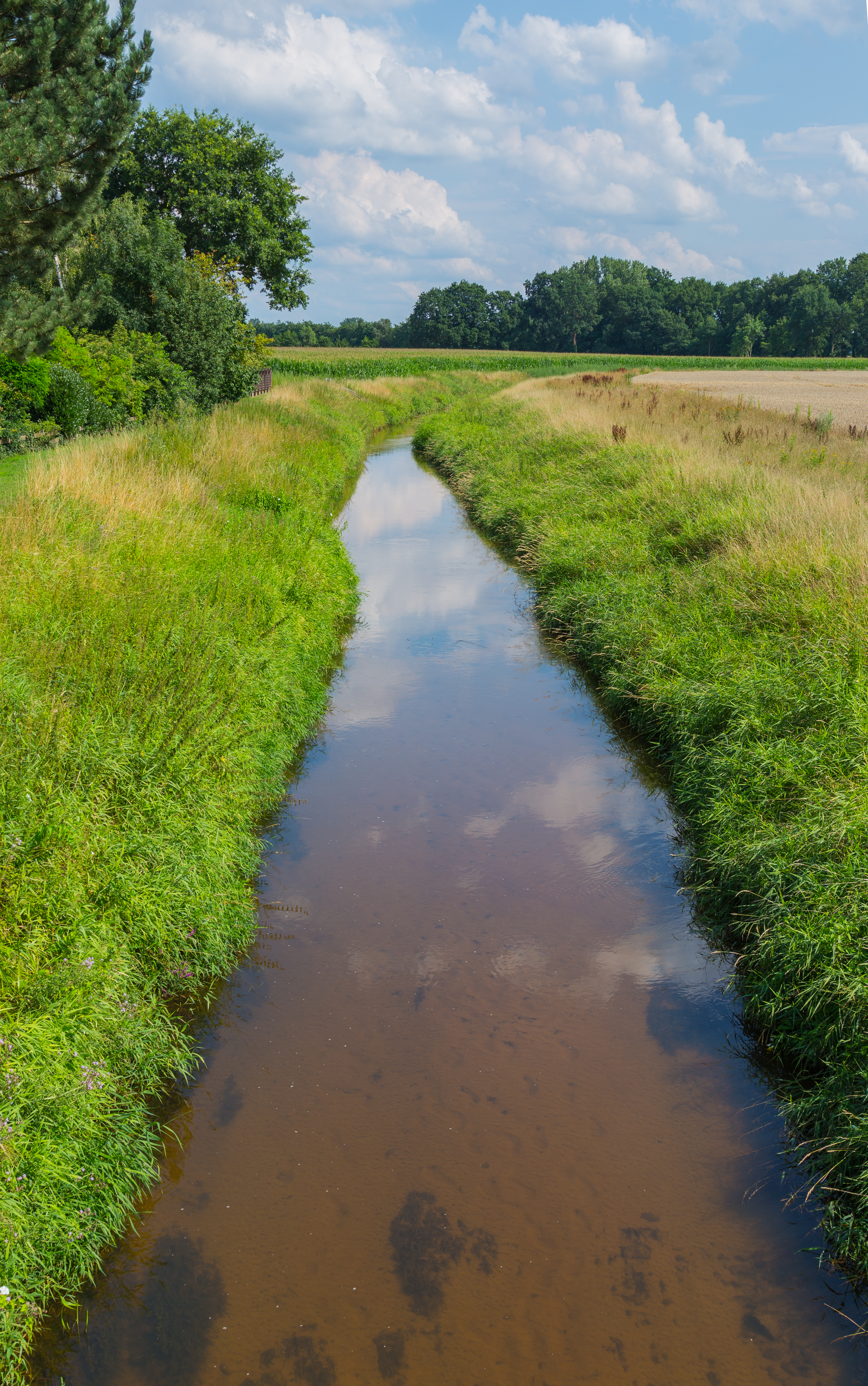

吉格爾河（德語：Giegel Aa），是德國的河流，位於該國西部，流經北萊茵-威斯特法倫州，屬於大阿河的左支流，河道全長11.9公里，流域面積33.2平方公里。